# Самба Донде
Самба Донде (*д/н — бл. 1709) — сатігі (імператор) держави Фута-Торо в 1707—1709 роках.

## Життєпис
Походив з династії Даніанке. Син сатігі Гелааджо Табари II. Відомостей про нього обмаль. Ймовірно, допомагав братові Самбі Бойї повалити стрийка — Сіре Табакалі.
1707 року після смерті зведеного брата Самби Бойї, якого він, можливо, повалив, посів трон. Втім не мав належного державного хисту, налаштувавши проти себе частину знаті та військовиків. Цим скористався його стриєчний брат Бубакар Сіре. У війні з ним зазнав поразки й загинув близько 1709 року.